# أظهر الدين عظيم الشأن
السُّلْطَان أظهَرُ الدِّين مُحمَّد عَظِيم مِيرزَا عَظِيمُ الشَّأنِ بَهادُر بن مُحمَّد مُعظَّم بَهادُر شَاه عَالَم بن مُحمَّد أورَنكزِيب الگوركاني (بالفارسية: سُلطَان أظهرُ‌الدِّین مُحمَّد عَظِیم مِیرزَا عَظِیمُ‌الشَّان بَهادُر بن مُحمَّد مُعظَّم بهادُر شاه عالَم بن مُحمَّد أورَنگزِيب گوركانی، وبالأردية: سُلطان أظهر الدِّین مُحمَّد عَظیم مِرزا عَظِیمُ الشَّان بهادُر بن مُحمَّد مُعظَّم بهادُر شاه عالم بن مُحمَّد أورنگزيب گوركانی) (15 كانون الأوَّل (ديسمبر) 1664م - 18 آذار (مارس) 1712م) هو أمير من دولة المغول الهنديَّة، والابن الثاني للسُّلطان بهادُر شاه الأوَّل، ووالد جلال الدين فرخسير السُّلطان اللَّاحق. تولَّى حُكم صوبة البنغال لِلفترة من سنة 1697م حتى وفاته سنة 1712م.